# Janirella aculeata
Janirella aculeata är en kräftdjursart som beskrevs av Gamo 1983. Janirella aculeata ingår i släktet Janirella och familjen Janirellidae. Inga underarter finns listade i Catalogue of Life.